# Marina Berlusconi
Marina Elvira Berlusconi (Milano, 10 agosto 1966) è un'imprenditrice e dirigente d'azienda italiana, presidente di Fininvest e del gruppo Arnoldo Mondadori Editore. È membro del CdA di MFE - MediaForEurope N.V. (fino al 2021 Mediaset S.p.A.) e dall'ottobre 2008 all'aprile 2012 è stata nel CdA di Mediobanca. In passato ha fatto parte anche dei Cda di Medusa Film e di Mediolanum. 
Nel giugno 2023 è stata riconfermata alla presidenza della Fininvest, acquisendo nel luglio 2023, con il fratello Pier Silvio e a seguito della scomparsa del padre, la maggioranza assoluta (53% diviso in quote uguali) del gruppo Fininvest. Il 31 maggio 2024 viene nominata Cavaliere del Lavoro dal Presidente della Repubblica Sergio Mattarella. Miliardaria, secondo Forbes il suo patrimonio è stimato nel 2025 in 2,2 miliardi di dollari ponendola in Italia al 42° posto tra le persone più ricche.

## Biografia
Figlia primogenita di Silvio Berlusconi (1936-2023) e della sua prima moglie Carla Dall'Oglio (1940), è sorella biologica di Pier Silvio e sorellastra di Barbara, Eleonora e Luigi Berlusconi, figli di Silvio e della sua seconda moglie Veronica Lario. Dopo essersi diplomata al Liceo classico dell'Istituto "Leone Dehon" di Monza, inizia a frequentare prima la Facoltà di Giurisprudenza e poi quella di Scienze politiche, che abbandona entrambe al primo anno, senza laurearsi. Nel 1996 diventa vicepresidente di Fininvest, posizione che mantiene sino all'ottobre 2005, quando assume il ruolo di presidente della holding. Dal 2003, subentrando al defunto Leonardo Mondadori, è alla guida della casa editrice Arnoldo Mondadori.
Nella classifica 2010 delle donne più potenti del mondo di Forbes è stata collocata al 48º posto, unica italiana in classifica (dove era presente dal 2004). Sempre secondo Forbes è nel 2008 al nono posto nella lista delle ereditiere più ricche del mondo, con un'eredità di 9 miliardi e 400 milioni di dollari. Dal 2001 è presente anche nella classifica della rivista statunitense Fortune dedicata alle 50 donne più influenti della comunità economica internazionale. Nel 2013, nel 2016 e nel 2018 il magazine statunitense The Hollywood Reporter inserisce Marina Berlusconi nella lista delle 20 donne più influenti del settore media e tv.
Dal mese di giugno 2013 hanno iniziato a circolare, sulla stampa, voci che la darebbero in procinto di entrare in politica in seguito alle condanne di Silvio Berlusconi, in una sorta di passaggio dinastico che la vedrebbe succedere al padre nel controllo del Popolo della Libertà o di una diversa formazione politica che dovesse sostituire il PdL. Le voci, comunque non inedite, si sono ripetute nell'ottobre 2013 nonostante fossero già state smentite ufficialmente dal suo portavoce il 26 giugno e dalla stessa interessata che, il 13 agosto 2013, attraverso una nota ufficiale, ha ribadito il suo "no" categorico a qualsiasi impegno in campo politico, un'ipotesi da lei definita come "un'intenzione che non ho mai avuto e che non ho". Le stesse voci si sono ripetute nel luglio 2017. E ancora una volta lei ha smentito: "Penso che la leadership in politica non si possa trasmettere per investitura o per successione dinastica".

## Vita privata
Il 13 dicembre 2008 ha sposato Maurizio Vanadia, primo ballerino del Corpo di Ballo del Teatro alla Scala, dal quale aveva già avuto due figli: Gabriele, nato il 28 dicembre 2002, e Silvio, nato il 29 settembre 2004 (che condivide quindi sia il nome sia il giorno del compleanno con il nonno materno).

## Procedimenti giudiziari
Insieme al fratello Pier Silvio Berlusconi, è stata iscritta al registro degli indagati nell'ambito del processo sulla compravendita di diritti televisivi con l'accusa di riciclaggio di denaro. Le loro posizioni sono state stralciate e successivamente archiviate, su richiesta della Procura, dal giudice per l'udienza preliminare nel novembre del 2006.